# Kochlorine grebelnii
Kochlorine grebelnii is een rankpootkreeftensoort uit de familie van de Lithoglyptidae. De wetenschappelijke naam van de soort is voor het eerst geldig gepubliceerd in 2002 door Kolbasov.